# Менщиково (Леб'яжівський округ)
Ме́нщиково (рос. Менщиково) — село у складі Леб'яжівського округу Курганської області, Росія.
Населення — 176 осіб (2010, 264 у 2002).